# Pinstripe
Pinstripe es un videojuego de puzles y aventura para Microsoft Windows, macOS y Linux. El juego fue desarrollado en su totalidad por Atmos Games, el estudio de videojuegos de Thomas Brush, quien desarrolló el juego a lo largo de un periodo de cinco años. Fue publicado por Armor Games.

## Trama
Pinstripe nos muestra la historia de Teddy, un exsacerdote, en mitad de un tren junto con su hija Bo. Ted y Bo se encuentran con Pinstripe, una figura oscura que también va a bordo del tren. Pinstripe consigue atraer a Bo mediante un globo y la secuestra. Momentos después el tren descarrila en una ciudad y Ted comienza a buscar desesperadamente a Bo.
Explorando la ciudad Ted se encuentra con su perro George, que le ofrece consejos a lo largo del juego, así como el tirachinas de Bo, que se convertirá en el arma de Ted a lo largo del juego. Por toda la ciudad, sus habitantes se encuentran borrachos de Jugo de Saco, un brevaje producido por el propio Pinstripe.
Hacia el final del juego, las pistas recogidas por Ted indican que Ted cayó en la bebida a consecuencia de la muerte de su esposa. Debido a su addición a la bebida, Ted tuvo un accidente con el coche en el que murieron tanto él como su hija Bo. Pinstripe resulta ser la marca de Wiskey que solía beber Ted. Enfrentándose a sus miedos, Ted logra derrotar a Pinstripe y consigue llegar al limbo. En el limbo, su perro George se sacrifica para que Ted pueda salir y reunirse de nuevo con Bo. Finalmente Ted se reúne con Bo, y dependiendo de las opciones que el jugador haya elegido durante el juego, también con George. Ted, Bo y George caminan y se encuentran con una mujer sentada en un banco, presumiblemente la madre de Bo. El juego termina.